# Шаш (область)

Шаш, VIII век

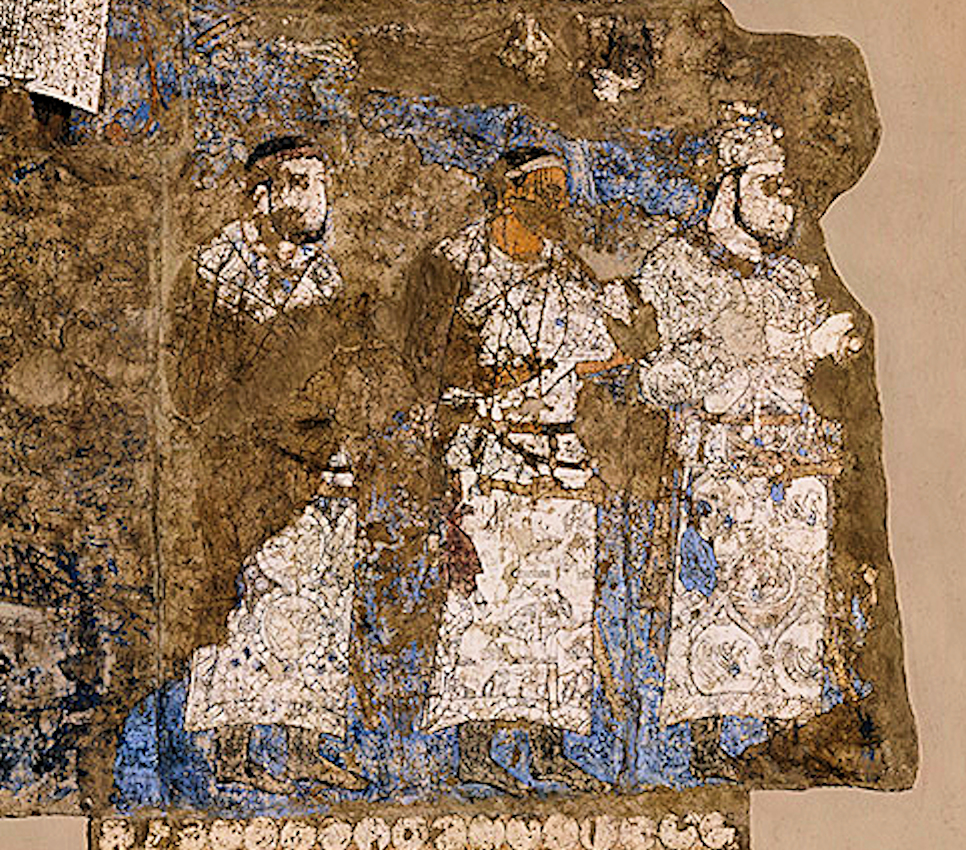
Послы из Чаганиана (центральная фигура, надпись на шее) и Чача (современный Ташкент) к ихшиду самаркандскому Вархуману. 648-651 гг. н. э., Фрески Афрасиаба, Самарканд.

Шаш или Чач — древняя историческая область в Средней Азии, ориентировочно правобережье Сырдарьи по долинам рек Чирчик и Ангрен (современная Ташкентская область и прилегающие территории Казахстана). А также название самого города — упоминается Абу Рейханом аль-Бируни с XI века как Ташкент.

## История
Шаш является районом древней земледельческой культуры. Ещё в надписи сасанидского царя Шапура I от 262 г. н. э. упоминается область Чач.
Достоверно известен со II—I веков до н. э., как владение кангюев с первой их столицей (Канка). В самых ранних китайских источниках фигурирует как Ши, Чжэши и Юэни, в раннем Средневековье — Чач, Шаш и Джач. Встречаются различные названия данной местности — Шаш-тепа, Чач-тепа.
Через Шаш проходил Шёлковый путь из стран Ближнего Востока в Китай. Китайские источники знали Шаш под названием Ши (кит. 石國) на реке Яоша (кит. 藥殺). Окружность города составляла 10 ли (около 5 км). Правителем Шаша был князь по имени Не (кит. 涅). На юго-восток от дворца находился двор, где стоял золотой трон. Там на 6-й день первого месяца по лунному календарю ставили урну с прахом покойных родителей правящего князя и вельможи обходили её кругом, бросая цветы и фрукты. После этого князь жаловал вельможам жертвенное мясо и они пировали, а князь с супругой уходили. Жители выращивают просо и пшеницу, разводили коней, были известны, как хорошие воины. Вначале ладили с тюрками, но после их отношения ухудшились и Шаш был завоёван Шегуй-ханом (фактически его дедом Кара-Чурин-Тюрком) и стал владением тюркских князей. В 605 году  Шегуй-хан  ликвидировал местную династию Чача, относившуюся к дому чжао’у, и посадил на престол Тянь-чжи или Фу-чжи (правил в 605—620 гг.) с титулом тэ-лэ (тегин).
В 609 году из Шаша прибыло посольство в Китай.
В арабоязычных исторических документах название «Шаш» встречается после завоевания арабами Средней Азии. В 712—713 годах Шаш, а также его союзники Согд, Уструшана и Фергана были разгромлены арабами. С появлением государства Саманидов Шаш становится одной из крупнейших его областей.
С XI века известен под названием Ташкент, что происходит от тюркского «Каменный город» (от узб. taş «камень»).
Во время монголо-татарского завоевания Средней Азии династия правителей Шаша сумела уцелеть, сохранилась и столица Шаша — Бинкент, который с XI века стал называться Ташкентом. Этот город временами принадлежал ханам Чагатайского улуса. С 1370 года Ташкент стал частью империи Тимуридов. Возникавшие в районе Ташкента различные государства в ряде средневековых документов продолжали и позднее именоваться Шаш, а с XVI в. Ташкент.

## Правители
Šaš (Čаč) (оk. 600—775)
Stоliса Šаš (nynеšnij Таškеnt).
- Тudun (Jubičže) (оk. 730—49)*
- Таrаn (оk. 750—70).
- 775 (fаktičеski 749) — аrаbskоje zаvоjеvаnije[12].

## Галерея

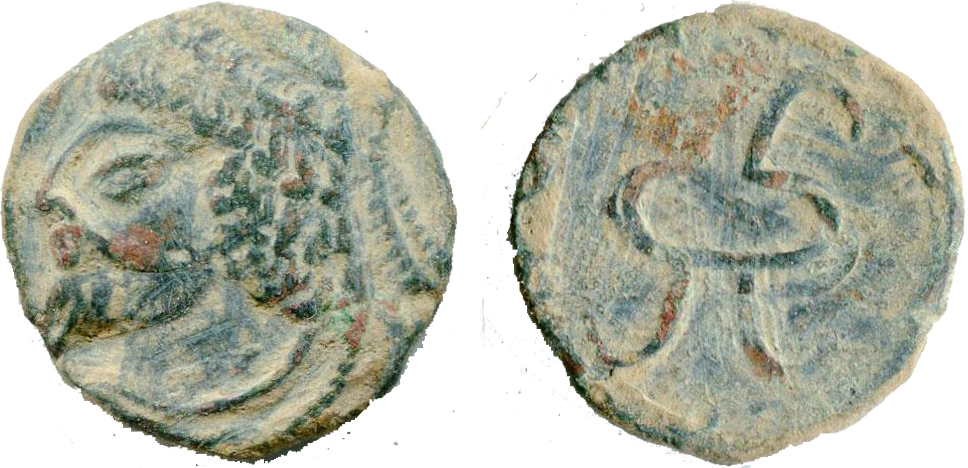
Монета Кангюя: правитель Ванван Чача (аверс); тамга Кангюя (реверс)
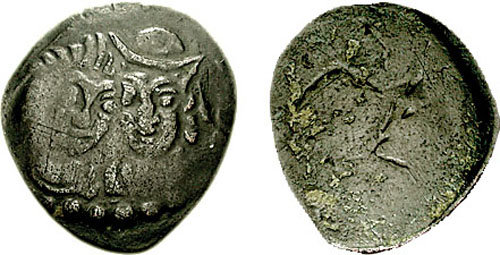
Согдийская монета, найдена в Чаче (Ташкент)
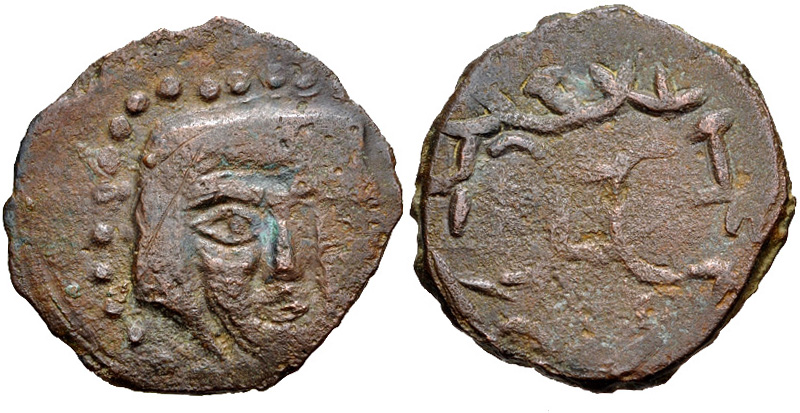
Монета хионитов в Чаче. Чеканка около 625-725 гг. н. э.
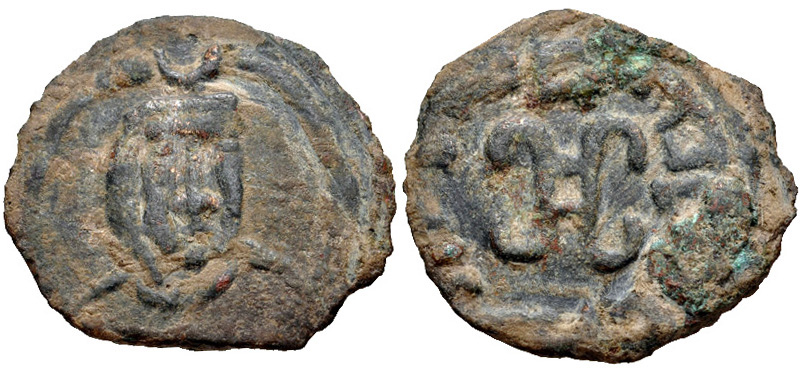
Монета хионитов в Чаче. Чеканка около 625-725 гг. н. э.
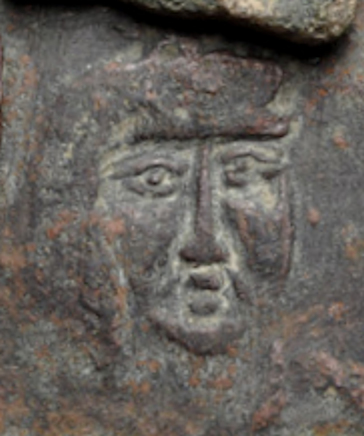
Монеты хионитов в Чаче